# 民主党 (ケニア)
民主党（みんしゅとう、Democratic Party、通称DP）は、ケニアの保守政党。国際民主同盟に加盟。
1991年12月、ケニアに複数政党制が導入され、それまで政権政党であったケニア・アフリカ民族同盟（KANU）から離党したムワイ・キバキが結成した。2002年12月27日に行われた総選挙では、国民虹の連合と選挙協力を結び、選挙連合は得票率56.1パーセントを獲得し、国民議会212議席中、125議席を獲得した。民主党自体は36議席を獲得している。同日に行われた大統領選挙では、公認候補のキバキが62.2パーセントを獲得してKANU以外の候補者としてははじめての当選を果たした。
2007年総選挙 Kenyan general election, 2007では、民主党は、諸政党とともに新党国家統一党を結成し、キバキ大統領が党首となった。